# 藤岛康介
藤島康介（日语：／ Fujishima Kōsuke，1964年7月7日—），日本漫畫家、插畫家。男性。東京都出生，出身於千葉縣。千葉縣立成東高等學校畢業。現任妻子御伽貓夢是Cosplayer、藝人。
1986年以《MAKING BE FREE！》發表於《Comic Morning》（講談社）出道，同年以《逮捕令》連載於《Morning Party增刊》（同）。另一部代表作是《幸運女神》。目前在《月刊Afternoon》（同）連載《突風GP》（2021年3月現在）。

## 來歷
藤島康介曾擔任漫畫雜誌《PAFU》的實習編輯，之後正式成為編輯。他以筆名南田洋在該雜誌上發表了廣受歡迎的4格漫畫。他也以同名出版同人誌。
在擔任江川達也的助手後，他於1986年在《Comic Morning》（講談社）第8號上以《MAKING BE FREE！》首次亮相。
1986年起在《Morning Party增刊》連載《逮捕令》（同），1988年起在《月刊Afternoon》連載《幸運女神》（同）。兩者皆為熱門作品，並被製作成動畫和電影。並為《櫻花大戰系列》和《傳奇系列》等遊戲以及動畫作品的人物設定和插圖工作。
2008年11月，在《good！afternoon》創刊號（同）中，從《幸運女神》時隔20年再次開啟新連載《橘花學園女子宿舍》。
2009年，《幸運女神》獲得第33屆講談社漫畫獎一般部門。

## 人物
小時候受松本零士漫畫的影響，立志成為漫畫家。
他還以南田的名義進行同人活動，所屬社團的名稱是「女武神」。同時，他還為在千葉縣舉辦的首屆同人誌特賣活動『Live Magazine祭（LMF）』的指南目錄繪製了員工漫畫。
摩托車狂熱者，其作品中經常會畫出與摩托車有關的故事。擁有法拉利360modena、Caterham Cars、Alfa Romeo 156、Lotus ElanS3（購自漫畫家田中宗義）。對自行車和塑料模型也有很深的造詣。
2014年與前妻離婚。據報導，2016年6月29日，藤島與Cosplayer、藝人御伽貓夢再婚。藤島是2016年7月21日發行的PlayStation 4角色扮演遊戲《黑薔薇女武神》的人物設計師，御伽作為配音員飾演一之宮露娜首次亮相。
2016年7月7日於生日當天在Twitter上宣布結婚。同年7月27日，也就是前一天的26日，透過Twitter和御伽的官方部落格一起宣佈第一個兒子出生的消息。2017年，他被披露其在與御伽貓夢結婚之前，就已經有一位同居者，兩人同居了15年，並訂下婚約。這位女士起訴至法院，希望能撤銷藤島和御伽的婚姻。

## 作品列表

### 漫畫作品
- （4格漫畫，漫畫情報雜誌《PAFU（日语：ぱふ）》，雜草社（日语：雑草社））※南田洋名義。
- 逮捕令（1986年—1992年，《Morning Party增刊》，講談社，全7冊、新裝版全5冊）
- 幸運女神（1988年—2014年，《月刊Afternoon》，講談社，全48冊）
- STRIKER THE SHINING STAR（1993年，《週刊Morning》11號、38號，講談社，全1冊[來源請求]）
- 橘花學園女子宿舍（日语：パラダイスレジデンス）（2008年—2012年、2014年—2016年，《good！afternoon》→《月刊Afternoon》，講談社，全4冊）
- 突風GP（2016年—連載中，《月刊Afternoon》，講談社，已出版15冊）

### 人物設定等
- 甲龍傳說維爾加斯特（日语：甲竜伝説ヴィルガスト）（1992年—1993年，OVA）—人物原案
- 幸運女神（1993年—2014年）—超總監、OVA最終話分鏡
- 機動警察2 the Movie（1993年，電影動畫）—機械設計協力。負責《機動警察迷你版（日语：ミニパト）》佈局設定。
- 銀河少女傳說（日语：銀河お嬢様伝説ユナ）（1995年—1998年，遊戲）—米拉桔公主的人物設定
- 傳奇系列（遊戲）—人物原案
  - 幻想傳奇（1995年）
  - 幻想傳奇 變裝迷宮（日语：テイルズ オブ ファンタジア なりきりダンジョン）（2000年）
  - 交響曲傳奇（2003年）
  - 深淵傳奇（2005年）
  - 交響曲傳奇 -拉塔特斯克的騎士-（2008年）
  - 宵星傳奇（2008年）
  - 時空幻境幻想傳奇變裝迷宮X（2010年）
  - 無盡傳奇（2011年）
  - 無盡傳奇2（2012年）
  - 交響曲傳奇 同音包（日语：テイルズ オブ シンフォニア ユニゾナントパック）（2013年）
  - 熱情傳奇（2015年）
  - 緋夜傳奇（2016年）
  - 鏡光傳奇（日语：テイルズ オブ ザ レイズ）（2017年）
  - 罪紋傳奇（日语：テイルズ オブ クレストリア）（2020年）
- 櫻花大戰系列（1996年—2008年，遊戲）—人物原案。及武器設定等。
  - 櫻花大戰（2000年）—人物原案
  - 櫻花大戰 活動寫真（日语：サクラ大戦 活動写真）（2001年）—人物原案
- 極速戰警eX-D（日语：エクスドライバー）（2000年—2001年，OVA）—企劃、人物原案
- 銃墓（2002年，遊戲）—機械設定
- PIANO（2002年—2003年，電視動畫）—人物設定
- Chara☆Mel（日语：キャラ☆メル）（2007年—2009年，雜誌）—雜誌看板角色「Mel」
- 黑薔薇女武神（日语：クロバラノワルキューレ）（2016年，遊戲）—人物設定。同時妻子御伽貓夢在本作品作為配音員首次亮相。
- 橘花學園女子宿舍系列（小說版，著：野梨原花南，講談社輕小說文庫，講談社，全2冊）—原作

### 選集
- To Heart 選集MAX（2000年2月18日，T2出版（日语：ティーツー出版））ISBN 4-88749-046-1—書衣插圖、插畫，及與高橋龍也（日语：高橋龍也）、水無月徹（日语：水無月徹）的對談

### 插畫
- （吉岡平）※春卷秋水名義。
- 早川通信（早田相機店）
- 少年名偵探 虹北恭助的冒險（勇嶺薰（日语：はやみねかおる））

### 新書
- （2009年6月10日，Afternoon新書，講談社）ISBN 978-4-06-364773-0—《幸運女神》連載20週年紀念出版。敘述關於藤島本身的創作活動。

### 聯名連載
- （《GRAND JUMP》，集英社）

### 其它
- 《烏龍派出所 超龜有》 30週年特別貢獻單頁致敬漫畫（2006年）
- PRIUS PHVenus「Solar Panel」（2017年）[10]

## 其它活動
- 講談社漫畫獎評選委員—第35屆（2011年）至第39屆（2015年）

## 相關人物
吉附久道
前助理。
砂倉壯一
助理時期友人。

## 外部連結
- 藤島康介的X（前Twitter） （日語）